# Sternacanthus batesii
Sternacanthus batesii là một loài bọ cánh cứng trong họ Cerambycidae.